# 狮子洋隧道 (广深港高速铁路)
狮子洋隧道，是广深港客运专线的一个水下隧道，位于庆盛站至虎门站区间，联通广州南沙和东莞虎门，是中国第一条用盾构法施工的水下铁路长隧，为双洞单线隧道，左右线各长10,800米，设计速度350km/h。隧道从小虎沥（460米）、沙仔沥（540米）、狮子洋（3,300米）等水道底部穿行。2007年11月开工，开工时预计2009年4月竣工，但竣工时间一再推迟，2010年12月10日左线贯通。2011年3月12日，随着狮子洋隧道右线顺利贯通，广深港客运专线狮子洋隧道实现全线贯通。